# 愛の眼鏡は色ガラス
『愛の眼鏡は色ガラス』（あいのめがねはいろがらす）は、安部公房の書き下ろし戯曲。32景から成る。精神病院を舞台に、医者と患者、外からやって来た全共闘の学生らが絡み合うコメディ風な物語。テンポの早いセリフに乗った笑いあふれる趣の中にも、誰が本当の医者か患者か定かでない状況を通じ、「正気」の根拠を鋭く問い、不安な現代社会の状況を描いた作品である。
1973年（昭和48年）5月15日、新潮社より単行本刊行され、同年6月4日に安部自らの演出で、田中邦衛・仲代達矢・井川比佐志共演により西武劇場で初演された。

## 主題
安部公房は、内容の掴みにくい『愛の眼鏡は色ガラス』のテーマについて、以下のように説明している。

## あらすじ
9つのドアが並ぶ精神病院の大広間で、椅子に座らせた裸のゴム人形の体を布でぬぐっている男に近づき、「自分の女房の裸を人前に平気でさらすなんて」と言う赤い白衣の医者。「女房？　ただのゴム人形ですよ」と男が切り返すと、赤医者は、「そうそう、もちろんゴム人形さ。いやいや、ぼくの勘違い」と訂正する。そんなどちらが気違いなのか判らない医者と患者たちがたむろする病院内に、放火魔の女を追ってきた全共闘の学生三人がやって来た。ヘルメットをかぶった学生たちは、患者に好き勝手外出させている病院の体制を批判する。やがて学生たちは、放火魔の女Bとインチキ消火器のセールスマンの患者で資金稼ぎをしている病院をゆすり、金を要求する。
突然、赤医者が狂気の発作で踊り出した。一同がそれに気を奪われている隙に、背後のドアから看護人がオレンジ・ヘルメットの学生に忍び寄り、狭窄衣で締め上げた。赤医者がピンポン台のレバーを押すと、拷問台になった。そこへ乗せられたオレンジを見て、仲間の学生は降参する。そして男（ゴム人形の夫）から、東京を一挙に全焼することができるという「ハムレット」と称する小さな箱の発火装置の一つを見せられ、高値の現金で買うように言われた。学生が買えないとわかると男は、逆にこっちが君たちの目的を五千万で買いにまわろうとけしかけた。学生たちが相談して結論を出そうとすると、赤医者が、「君たちが目撃したことは、あれ全部治療だったんだよ」と言い出し、学生たちも入院治療しようとする。
「ハムレット」の小箱の中身がからっぽになり、誰かに盗まれた。昼間なのにあたりが夕焼けのように照らされ、室内が熱くなり、患者たちはそれぞれ右往左往する。停電し炎の轟音が鳴り響く中、ハムレットを待っていたオフェリヤきどりの女Aは、「本当に来てくれなくてもよかったのよ」とつぶやき、赤いレンズ眼鏡の赤医者は、「ちくしょう、光をよこせ！」と叫ぶ。突然、赤い光の中、広間に飾られた赤い自由の女神像が炬火を捨て歩き出し、女Aが所持していた大箱からラグビー大の卵を取り出し、その上にまたがり、体をゆらしはじめる。

## 登場人物
男
ゴム人形を妻だと思い込んでいるが、他の者にはそれをゴム人形だと認識している口ぶり。或る家へ行けと書かれた指令書を持ってその家へ行くと、また別の家へ行けと書かれた指令書を渡され……という話を繰り返す。白医者によると、男は奥さん（ゴム人形）の付添いという名目のため、この男だけ例外的にカルテがない。病院が火事の中、「目的なしに生きてるやつは、まだいいさ。しかし、目的なしでも生きられるやつには、我慢がならないんだ！」と叫ぶ。
女A
大きな白い箱をかかえている。中身はもうじき孵化する卵だと言う。自分をオフェリヤのように思って、ハムレットを探している。父親は交通事故で死去している。
女B
派手な外出着。放火魔。
白医者
白衣を着た医者。精神安定剤を常用している。女Aに気がある。みんなを退院させたがっている医者のようなふるまい。看護人によると、最初は詩人か小説家として病院に講演に来て、演壇で立小便をして入院。赤医者に露出狂と言われる。
赤医者
赤い白衣を着た医者。赤いレンズ入りの眼鏡をし、使うタオルも赤い。みんなにも赤眼鏡をかけるように勧め、社会復帰のためピンポンを推進している。ゴム人形を治療している様子を男に示す。看護人によると、色情症として入院した患者。
旅仕度の男
登山を思わせる重装備。部屋にいるのが嫌でうろうろし、庭でキャンプをしに行く。
外交員
消火器のセールスマン。女Bとグルになり、インチキ消火器を売っていると言う。旅仕度の男を営業係長だと思っている。
首吊り男
何をやっても死ねない不死身の男。自分だけはどんなことをしても死なないと思っている。
オレンジ・ヘルメットの学生
全共闘の学生。体制転覆の革命を目指している。女Bの放火現場を目撃する。
グリーン・ヘルメットの学生
全共闘の学生。オレンジの仲間。
縞・ヘルメットの学生
全共闘の学生。医学部の女学生。オレンジとグリーンの仲間。助平な赤医者にからまれる。
看護人
赤医者と白医者のことを露出狂や色情症の入院患者だと言うが、自分も欲求不満でゴム人形の部屋へ行く。妻（ゴム人形）に嫉妬した「男」はゴム人形を刺し殺す。
自由の女神
赤く塗られた自由の女神像。赤医者の指示で、広間に新たに置かれていた。

## 作品評価・解釈
石沢秀二は、冒頭のシーンのゴム人形について、その人形が単に「小道具」ということではなくて、「一つの実体」として出ていて、小説『箱男』に共通するテーマである「狂気と正気」の関係が明確に出ていることが感じられるとし、ずっと読み進むうちに、そのテーマが「絶望と希望」という問題に次第に変化していくのが分かると解説しながら、「狂気と正気、また今度は出口が鏡だし、見る、見られるという関係が、線や面でなく点で対応している感じを受ける」と評している。
ドナルド・キーンは『愛の眼鏡は色ガラス』について、「安部さんの劇作家としての才能ばかりでなく、優れた演出家の舞台に対する深い理解を証明している」とし、安部演出作品の中で一番の成功作だと評している。そして、この作品のあらすじを述べることは極めて難しいにもかかわらず、観客は「走馬灯のように去来する人物の動きやせりふ」に見惚れ、「芝居の意味は何だろうかと疑問を感じる暇さえなかった」と、劇の様子を以下のように解説している。

## おもな公演
- 初演『愛の眼鏡は色ガラス』　西武劇場オープニング記念公演・安部公房スタジオ公演
  - 1973年（昭和48年）6月4日 - 28日 渋谷・西武劇場
  - 演出：安部公房。音楽：武満徹。美術・安部真知。照明・河野竜夫。衣裳製作：河盛成夫。音響技術：奥山重之助。特殊小道具製作：川崎祥恭。舞台監督・安井武。
  - 出演：田中邦衛（白医者）、仲代達矢（赤医者）、井川比佐志（男）、新克利（首吊り男）、宮沢譲治（旅仕度の男）、伊東辰夫（外交員）、山口果林（女A）、条文子（女B）、丸山善司（オレンジ・ヘルメットの学生）、伊藤裕平（グリーン・ヘルメットの学生）、大西加代子（縞ヘルメットの学生）、佐藤正文（看護人）、岩浅豊明（看護人）、宇佐見典子（自由の女神）
- 『愛の眼鏡は色ガラス』　笛井事務所第6回公演
  - 2016年（平成28年）4月13日 - 15日 高円寺・座・高円寺2
  - 演出：望月純吉　美術：石井みつる　衣裳：小林巨和
  - 出演：中島歩（白医者）、笠原紳司（赤医者）、山森大輔（男）、端本宇良（首吊り男）、ナカムラユーキ（旅仕度の男）、鈴木太一（外交員）、奥村飛鳥（女A）、日野加奈愛（女B）、海老名翔太（オレンジ・ヘルメットの学生）、中島晃紀（グリーン・ヘルメットの学生）、本山由乃（縞ヘルメットの学生）、大塚尚吾（看護人）、立花諒（看護人）、後藤祥子（自由の女神）

## おもな刊行本
- 書下ろし新潮劇場『愛の眼鏡は色ガラス』（新潮社、1973年5月15日）
  - 装幀：杉浦康平、中山禮吉、金羊社。149頁
  - 収録作品：愛の眼鏡は色ガラス
- 文庫版『緑色のストッキング・未必の故意』（新潮文庫、1989年4月25日）
  - カバー装画：ジョージ・シーガル「BOX: THE OPEN DOOR」（1969年）（シーガル氏の承諾を得て、白のドアを緑色に着色）。付録・解説：ドナルド・キーン。
  - 収録作品：未必の故意、愛の眼鏡は色ガラス、緑色のストッキング、ウエー（新どれい狩り）